# Prințul Bira
Prințul Birabongse Bhanutej Bhanubandh (n. 15 iulie 1914 – d. 23 decembrie 1985), cunoscut mai bine ca Prințul Bira de Siam, a fost un pilot tailandez de Formula 1 care a evoluat în Campionatul Mondial între anii 1950 și 1954.